# Amaral (zespół muzyczny)
Amaral – hiszpański zespół poprockowy, założony w Saragossie w Hiszpanii w 1997 roku, w skład którego wchodzą Eva Amaral (śpiew; pierwotnie perkusistka amatorskiej formacji Bandera Blanca) i Juan Aguirre (gitara). Zespół w swojej twórczości nierzadko używa syntezatorów, zaś teksty piosenek mają charakter poematów.
Dotąd największy sukces w Stanach Zjednoczonych odniósł singel „El Universo Sobre Mi”, który zajął 43. miejsce na liście przebojów Hot Latin Tracks i 19. na Latin Pop Airplay.

## Dyskografia

### Albumy studyjne
Amaral
- Wydany: 5 maja 1998
- Utwory:

1. „Rosita” – 2:55
2. „Un día más” – 4:21
3. „Voy a acabar contigo” – 3:52
4. „Cara a cara” – 3:23
5. „Tardes” – 4:06
6. „No existen los milagros” – 3:41
7. „Lo quiero oír de tu boca” – 3:35
8. „Habla” – 3:17
9. „1997” – 3:36
10. „Dile a la rabia” – 4:30
11. „Soy lo que soy” – 3:18
12. „No sé que hacer con mi vida” – 3:01
13. „Mercado negro” – 4:46

Una pequeña parte del mundo
- Wydany: 17 marca 2000
- Nagrany w Londynie
- Producent: Cameron Jenkins.
- Utwory:

1. „Subamos al cielo” – 3:18
2. „Cabecita loca” – 4:47
3. „Como hablar” – 4:01
4. „Los aviones no pueden volar” – 4:13
5. „Queda el silencio” – 4:00
6. „Una pequeña parte del mundo” – 3:27
7. „Botas de terciopelo” – 4:05
8. „Volverá la suerte” – 4:25
9. „El día del año nuevo” – 3:58
10. „El mundo al revés” – 4:39
11. „Siento que te extraño” – 3:36
12. „Nada de nada” – 3:41
13. „El final” – 1:50

Estrella de mar
- Wydany: 4 lutego 2002
- Producent: Cameron Jenkins[6]
- Pozycje na listach: #1 (SP) (1 Milion)
- Utwory:

1. „Sin ti no soy nada” – 4:28
2. „Moriría por vos” – 3:47
3. „Toda la noche en la calle” – 3:47
4. „Te necesito” – 4:23
5. „¿Qué será?” – 3:21
6. „Salir corriendo” – 4:11
7. „Estrella de mar” – 4:21
8. „Rosa de la paz” – 5:03
9. „No sabe dónde va” – 3:24
10. „De la noche a la mañana” – 3:07
11. „El centro de mis ojos” 3:54
12. „En sólo un segundo” – 8:31

Pájaros en la cabeza
- Wydany: 14 marca 2005
- Pozycje na listach: #1 (SP) (700.000 egzemplarzy)
- nagrany w Eden Studios, Londyn
- Utwory:

1. „El universo sobre mí” – #1 (SP) #5 (MX)
2. „Días de verano” – #1 (SP) #24 (MX)
3. „Revolución” – #5* (SP)
4. „Mi alma perdida”
5. „Marta, Sebas, Guille y los demás” – #1 (SP) #20 (MX)
6. „Esta madrugada”
7. „Big Bang”
8. „Enamorada”
9. „Tarde para cambiar”
10. „En el río”
11. „Resurrección” – #1 (SP)
12. „Confiar en alguien”
13. „Salta”
14. „No soy como tú”

El comienzo del big bang (DVD)
- Wydany: 27 listopada 2005
- Nagrany: Palau Sant Jordi, Barcelona, 15 września 2005
- Pozycje na listach: #1 (SP) (80.000)
- Utwory:

1. Intro-Live el comienzo del big bang
2. „El universo sobre mí”
3. „Revolución”
4. „Resurrección”
5. „Te necesito”
6. „Marta, Sebas, Guille y los demás”
7. „Sin ti no soy nada”
8. „Subamos al cielo”
9. „Salir corriendo”
10. „Cómo hablar”
11. „En sólo un segundo”
12. „Toda la noche en la calle”
13. „Moriría por vos”
14. „Estrella de mar”
15. „En el río”
16. „Rosita”
17. „Enamorada”
18. „Big Bang”
19. „Tarde para cambiar”
20. „Días de verano”
21. „Mi alma perdida”
22. „No soy como tú”
23. „Salta”
24. „Esta madrugada”
25. „Días de verano”
26. „Moriría por vos”
27. „Revolución”
28. „Marta, Sebas, Guille y los demás”
29. „Tardes”

Gato Negro Dragón Rojo (Double Album)
- Wydany: 27 maja 2008
- Pozycje na listach: #1 (SP) (160.000)
- Gato negro:

1. „Kamikaze” – #1 (SP)
2. „Tarde de domingo rara” – #5 (SP)
3. „La barrera del sonido”
4. „Las chicas de mi barrio”
5. „Esta noche”
6. „Las puertas del infierno”
7. „Biarritz”
8. „Gato negro”
9. „Rock & Roll”

- Dragón rojo:

1. „Perdóname” – #4 (SP)
2. „Alerta”
3. „El blues de la generación perdida”
4. „De carne y hueso”
5. „Dragón rojo”
6. „Es sólo una canción”
7. „El artista del alambre”
8. „Deprisa”
9. „Doce palabras”
10. „Concorde”

Hacia Lo Salvaje
- Wydany: 2011

1. „Hacia lo salvaje”
2. „Antártida”
3. „Si las calles pudieran hablar”
4. „Esperando un resplandor”
5. „Robin Hood”
6. „Riazor”
7. „Montaña rusa”
8. „Olvido”
9. „Cuando suba la marea”
10. „Como un martillo en la pared”
11. „Hoy es el principio del final”
12. „Van como locos”

Nocturnal
- Wydany: 2015

1. „Llévame muy lejos”
2. „Obertura (Unas veces se gana...)”
3. „Unas veces se gana y otras se pierde”
4. „Nocturnal”
5. „La ciudad maldita”
6. „Lo que nos mantiene unidos”
7. „500 vidas”
8. „Cazador”
9. „Nadie nos recordará”
10. „La niebla”
11. „Laberintos”
12. „Chatarra”
13. „En el tiempo equivocado”
14. „Noche de cuchillos”

Nocturnal: Solar Sessions
- Wydany: 2017

1. „Llévame muy lejos”
2. „Unas veces se gana y otras se pierde”
3. „Nocturnal”
4. „La ciudad maldita”
5. „Lo que nos mantiene unidos”
6. „500 vidas”
7. „Cazador”
8. „Nadie nos recordará”
9. „La niebla”
10. „Laberintos”
11. „Chatarra”
12. „En el tiempo equivocado”
13. „Noche de cuchillos”

Superluna
- Wydany: 3 XII 2017 r. jako dodatek do gazety El País
- Zapis koncertu 28 X 2017 w Madrycie, w hali Palacio de Deportes de la Comunidad de Madrid
- CD1

1. „Obertura”
2. „Unas veces se gana y otras se pierde”
3. „Revolución”
4. „Kamikaze”
5. „Salir corriendo”
6. „No sé qué hacer con mi vida”
7. „Nocturnal”
8. „Lo que nos mantiene unidos”
9. „Cuando suba la marea”
10. „Días de verano”
11. „El universo sobre mí”
12. „500 vidas”
13. „Estrella de mar”
14. „Noche de cuchillos”

- CD2

1. „La niebla”
2. „Moriría por vos”
3. „Cómo hablar”
4. „La ciudad maldita”
5. „Hoy es el principio del final”
6. „Marta, Sebas, Guille y los demás”
7. „Chatarra”
8. „Hacia lo salvaje”
9. „En el tiempo equivocado”
10. „Llévame muy lejos”
11. „Sin ti no soy nada”
12. „Nadie nos recordará”

Legenda
(SP) Hiszpania
(MX) Meksyk

### Single
1. „Rosita”
2. „Voy a acabar contigo”
3. „No sé qué hacer con mi vida”
4. „Un día más”
5. „Tardes”
6. „Como hablar”
7. „Subamos al cielo”
8. „Cabecita loca”
9. „Nada de nada”
10. „Al final”
11. „Sin ti no soy nada” #1
12. „Te necesito” #1
13. „Toda la noche en la calle” #1
14. „Moriría por vos” #1
15. „Estrella de mar”
16. „Salir corriendo” #1
17. „El universo sobre mí” #1
18. „Días de verano” #1
19. „Marta, Sebas, Guille y los demás” #1
20. „Resurrección” #1
21. „Si tú no vuelves” (with Chetes) #1 (MEX)
22. „Escapar” (with Moby) #3
23. „Revolución” #5
24. „Llegará la tormenta”
25. „Kamikaze” #1
26. „Tarde de domingo rara” #5
27. „Perdóname” #4
28. „El blues de la generación perdida”